# Caterpillar 345C L
Caterpillar 345C L velik gosenični bager ameriškega podjetja Caterpillar Inc. Poganja ga 6-valjni dizelski motor C13 ACERT z neto močjo 345 KM (257 kW)

## Specifikacije
- Teža: 45 ton
- Največji doseg: 13,0 m
- Največja globina kopanja: 8,9 m
- Največja kapaciteta žlice: 3,8 m³
- Nominalna teža žlice: 1760 kg
- Kopalna sila žlice: 175 kN [1]